# Музей Михаила Сеспеля
Музей Михаила Сеспеля (чув. Çеçпĕл Мишши музейĕ) — музей в городе Чебоксары, посвященный жизни и творчеству чувашского поэта Михаила Сеспеля. Музей занимает Дом Михаила Сеспеля, современный адрес: Чувашская Республика, город Чебоксары, улица Сеспеля, дом 8.
Музей находится в собственности Чувашской Республики, организационно является филиалом Чувашского национального музея.

## История
Был открыт 25 ноября 2003 года. Расположен в центре исторической части города Чебоксары на улице Сеспеля в здании, где работал М. Сеспель в 1921 году, будучи сотрудником переводческо-издательской комиссии при Чувашском отделе Наркомнаца. Заведующая музеем А. В. Андреева.

## Экспозиции
Экспозиция музея «Подснежник среди бури» открывает духовный мир поэта, формирование его личности. В экспозиции представлены произведения Сеспеля на чувашском, русском и украинском языках, литература о жизни и творчестве поэта, ксерокопии рукописей, фотография любимой женщины Анастасии Червяковой; картины художников П. Чичканова, П. Сизова, В. Григорьева; скульптура Ф. Мадурова; первый герб и первый флаг Чувашии. Большой интерес вызывает единственная фотография Чебоксарского периода жизни поэта (1921 г.) — уникальная фотопанорама исторической части города Чебоксары. Михаил Сеспель запечатлен на фоне старого города, попавшего ныне в зону затопления Чебоксарской ГЭС.
В литературной гостиной «Хранится в памяти народной» проводятся камерные выставки, встречи с писателями, исследователями биографии и творчества поэта, поэтические часы, диспуты о неизвестных страницах жизни и творчества М. Сеспеля и других писателей. Посетители музея могут посмотреть художественный фильм «Сеспель».

## Экскурсии
В музее проводятся экскурсии:
- Жизненные трагедии и Великие Страдания поэта Сеспеля;
- Деятельность М. К. Кузьмина-Сеспеля в первых государственных и общественных учреждениях Чувашии и Татарстана;
- Поэзия Михаила Сеспеля;
- Поэма любви Сеспеля;
- История дома мещанина Черкасова.